# Buchanan (Nova York)
Buchanan és una població dels Estats Units a l'estat de Nova York. Segons el cens del 2000 tenia 2.189 habitants.

## Demografia
Segons el cens del 2000, Buchanan tenia 2.189 habitants, 814 habitatges, i 609 famílies. La densitat de població era de 608 habitants/km².
Dels 814 habitatges en un 36,4% hi vivien nens de menys de 18 anys, en un 60% hi vivien parelles casades, en un 11,1% dones solteres, i en un 25,1% no eren unitats familiars. En el 21,9% dels habitatges hi vivien persones soles el 8,7% de les quals corresponia a persones de 65 anys o més que vivien soles. El nombre mitjà de persones vivint en cada habitatge era de 2,67 i el nombre mitjà de persones que vivien en cada família era de 3,12.
Per edats la població es repartia de la següent manera: un 24,5% tenia menys de 18 anys, un 7,1% entre 18 i 24, un 32,1% entre 25 i 44, un 23,5% de 45 a 60 i un 12,8% 65 anys o més.
L'edat mediana era de 38 anys. Per cada 100 dones de 18 o més anys hi havia 99,2 homes.
La renda mediana per habitatge era de 62.604 $ i la renda mediana per família de 73.674 $. Els homes tenien una renda mediana de 50.964 $ mentre que les dones 33.667 $. La renda per capita de la població era de 29.975 $. Entorn del 2,2% de les famílies i el 3,9% de la població estaven per davall del llindar de pobresa.